# Чорторійський дуб (пам'ятка природи)
Чорторі́йський дуб — ботанічна пам'ятка природи місцевого значення в Україні. Розташована в межах Чернігівського району Чернігівської області, біля східної околиці села Малинівка. 
Площа 0,01 га. Статус присвоєно згідно з рішенням Чернігівського облвиконкому від 27.04.1964 року № 236; від 10.06.1972 року № 303; від 27.12.1984 року № 454; від 28.08.1989 року № 164. Перебуває у віданні ДП «Чернігівське лісове господарство» (Чернігівське л-во, кв. 15). 
Статус присвоєно для збереження одного екземпляра дуба віком понад 200 років. 